# Hipposideros
Подковогубы (Hipposideros) — род млекопитающих семейства подковогубые подотряда летучих мышей. Содержит около 70 видов. Родовое название образовано из слов греч. ἵππος — «лошадь», греч. σίδηρος — «железо», следовательно, «подкова», указывая на форму носового листа.

## Распространение
Этот род распространён в Африке, на Мадагаскаре, Аравийском полуострове, в Индии до Соломоновых островов на востоке, в Китае. До южных островов Рюкю на севере и Австралии на юге.

## Внешний вид и строение
Летучие мыши средних и больших размеров, с длиной туловища с головой от 35 до 110 мм, длиной предплечья от 33 до 105 мм, длиной хвоста от 18 до 70 мм и весом от 6 (H. galeritus) до 180 (H. commersoni) гр. Окраска верхней стороны тела варьирует от красноватой до оттенков коричневого, брюшко. Некоторые виды имеют две фазы цвета: красную и серую. Зубная формула: (i 1/2, c 1/1, pm 2/2 m 3/3) • 2 = 30.

## Поведение
Обычно устраиваются для отдыха в дуплах деревьев, пещерах, зданиях. Некоторые виды живут крупными колониями, другие образуют малые родственные группы, иногда могут быть одиночками. Некоторые виды впадают в зимнюю спячку. Летают низко и ловят насекомых, таких как жуки, термиты, тараканы; цикады является важной частью рациона для некоторых видов.

## Виды
- Абнский листонос (Hipposideros abae)
- Гималайский листонос (Hipposideros armiger)
- Сумеречный листонос (Hipposideros ater)
- Карликовый листонос (Hipposideros beatus)
- Двухцветный листонос (Hipposideros bicolor)
- Ментавайский листонос (Hipposideros breviceps)
- Каффрский листонос (Hipposideros caffer)
- Шпороносный листонос (Hipposideros calcaratus)
- Камерунский листонос (Hipposideros camerunensis)
- Коричневый листонос (Hipposideros cervinus)
- Малый листонос (Hipposideros cineraceus)
- Листонос Коммерсона (Hipposideros commersoni)
- Венценосный листонос (Hipposideros coronatus)
- Телефоминский листонос (Hipposideros corynophyllus)
- Подковогуб Кокса (Hipposideros coxi)
- Тиморский листонос (Hipposideros crumeniferus)
- Короткохвостый подковогуб (Hipposideros curtus)
- Ганский листонос (Hipposideros cyclops)
- Hipposideros demissus
- Диадемовый подковогуб (Hipposideros diadema)
- Ужаснолицый листонос (Hipposideros dinops)
- Листонос Дориа (Hipposideros doriae)
- Hipposideros durgadasi
- Даякский листонос (Hipposideros dyacorum)
- Hipposideros edwardshilli
- Тёмный подковогуб (Hipposideros fuliginosus)
- Бурый подковогуб (Hipposideros fulvus)
- Хохлатый листонос (Hipposideros galeritus)
- Hipposideros gigas
- Hipposideros grandis
- Hipposideros griffini
- Таиландский листонос (Hipposideros halophyllus)
- Hipposideros hypophyllus
- Сулавесский листонос (Hipposideros inexpectatus)
- Hipposideros inornatus
- Листонос Джонса (Hipposideros jonesi)
- Листонос Ламотта (Hipposideros lamottei)
- Цейлонский листонос (Hipposideros lankadiva)
- Обыкновенный листонос (Hipposideros larvatus)
- Листонос Лекагула (Hipposideros lekaguli)
- Щитомордый листонос (Hipposideros lylei)
- Церамский листонос (Hipposideros macrobullatus)
- Hipposideros madurae
- Листонос Мэгги (Hipposideros maggietaylorae)
- Листонос Эллена (Hipposideros marisae)
- Эфиопский листонос (Hipposideros megalotis)
- Новогвинейский листонос (Hipposideros muscinus)
- Малайзийский листонос (Hipposideros nequam)
- Минданаоский листонос (Hipposideros obscurus)
- Папуанский листонос (Hipposideros papua)
- Hipposideros pelingensis
- Большеухий листонос (Hipposideros pomona)
- Листонос Пратта (Hipposideros pratti)
- Подковогуб-пигмей (Hipposideros pygmaeus)
- Листонос Ридлея (Hipposideros ridleyi)
- Hipposideros rotalis
- Красный листонос (Hipposideros ruber)
- Hipposideros scutinares
- Листонос Семона (Hipposideros semoni)
- Hipposideros sorenseni
- Индийский листонос (Hipposideros speoris)
- Узкоухий листонос (Hipposideros stenotis)
- Hipposideros sumbae
- Hipposideros thomensis
- Рюкюйский листонос (Hipposideros turpis)
- Hipposideros vittatus
- Листонос Уолластона (Hipposideros wollastoni)